# سرعاف
سِرْعَاف (الاسم العلمي: Thielaviopsis)، جنس فطور مجهرية صغيرة العدد من رتبة الزقيات الدقيقة.
يشمل الجنس العديد من مسببات الأمراض الزراعية الهامة. الأكثر انتشارًا هو T. basicola، وهو العامل المسبب في العديد من أمراض تعفن الجذور لأنواع المحاصيل المهمة اقتصاديًا بما في ذلك القطن ومجموعة متنوعة من الخضروات. في القطن، يسبب السرعاف تعفن جذور، المعروف أيضًا باسم تعفن الجذر الأسود، ينخر الجذور ويقزم نباتات المحاصيل.